# 큰윗수염박쥐
큰윗수염박쥐(Myotis chinensis)는 애기박쥐과 윗수염박쥐속에 속하는 박쥐이다. 중국 중부와 남동부, 홍콩, 미얀마, 태국, 베트남 북부에서 발견된다. 라오스 북부 지역에서도 서식하는 것으로 추정되지만, 아직 발견되지 않고 있다.